# Albert Stuwe
Albert Stuwe (* 16. März 1921 in Ennigerloh; † 14. April 1998 ebenda) war ein deutscher Zeichner, Grafiker, Maler und Lyriker.

## Leben
Nach einer Anstreicherlehre besuchte Albert Stuwe 1939 Abendkurse an der Kunstgewerbeschule Münster bei Bernhard Bröker. 1940 wurde er in die Wehrmacht einberufen. Nach kurzer Kriegsgefangenschaft kehrte er nach Ennigerloh zurück, wo er seine künstlerische Tätigkeit wieder aufnahm. 1946 reiste er nach Düsseldorf, um an der Kunstakademie einen Radierkurs bei Otto Coester zu besuchen. 1948 trat Albert Stuwe der Freien Künstlergemeinschaft Schanze in Münster bei und erhielt 1951 den 2. Preis „Jung-Westfalen“ für Grafik. Im selben Jahr erfolgte die Heirat mit Marianne Westermann (1926–1989), aus der Ehe gingen die Kinder Peer Christian, Thomas und Susanne hervor.
1953 zählte Stuwe zu den Gründungsmitgliedern des Kreiskunstvereins Beckum-Warendorf, 1960 trat er in die „Neue Gruppe Münster 60“ ein. Nach der Trennung von seiner Ehefrau heiratete er 1970 die Bildhauerin Edith Kessler (1931–1986). Von 1990 bis zu seinem Tod lebte er mit der Malerin Helga vom Wege zusammen. Bis zuletzt unternahm der Künstler Studienreisen, u. a. nach Norwegen und Frankreich, um dort in der Natur zu malen.
Die Grabstätte Albert Stuwes befindet sich auf dem städtischen Friedhof Ennigerloh.

## Werke
Albert Stuwe schuf Zeichnungen, Grafiken und Gemälde. Seit den späten 1950er Jahren entstanden außerdem Auftragsarbeiten für private und öffentliche Gebäude, darunter Wandbilder, Mosaiken und Glasfenster.
Seine Werke wurden in Einzel- und Gruppenausstellungen im In- und Ausland gezeigt. Arbeiten des Künstlers befinden sich in zahlreichen privaten und öffentlichen Sammlungen, so etwa im Museum Abtei Liesborn in Wadersloh, das ein Konvolut von über 250 Zeichnungen aus der Privatsammlung Scheiwe-Löer verwahrt. Theodor Scheiwe, ein Holz- und Baustoffhändler aus Münster, hatte bereits 1948 Bekanntschaft mit dem Künstler geschlossen und förderte ihn durch regelmäßige Ankäufe seiner Werke.
Stilistisch stehen die Zeichnungen und Gemälde Albert Stuwes dem phantastischen Realismus nahe, wobei der Künstler ein individuelles Repertoire von symbolischen Bildmotiven schuf, das stetig variiert und erweitert wurde. Zu seinen Sujets gehörten surreale Landschaften, groteske Figurenbilder sowie apokalyptische Traumvisionen. Viele seiner Werke können als existenzielle Sinnbilder verstanden werden und problematisieren das Verhältnis von Mensch und Natur. Darüber hinaus entstanden zahlreiche Selbstbildnisse.
Seit frühen Jahren war Albert Stuwe auch als Lyriker tätig und veröffentlichte eine Reihe von Gedichtbänden.

## Freundeskreis und Werkverzeichnis
Um das Werk des Künstlers zu erforschen und sein Andenken zu bewahren, wurde 1998 der Freundeskreis Albert Stuwe e.V. mit Sitz in Ennigerloh gegründet. Auf dessen Initiative entsteht seit einigen Jahren ein Werkverzeichnis, das inzwischen mehr als 1000 Arbeiten des Künstlers umfasst und seit Januar 2017 als digitale Datenbank öffentlich einsehbar ist.